# Дудкин, Иван Иванович (государственный деятель)
Ива́н Ива́нович Ду́дкин — советский государственный и политический деятель, председатель Курского областного исполнительного комитета.

## Биография
Родился в селе Нахтуйском в 1911 году. Член ВКП(б) с 1942 года.
С 1935 года — на общественной и политической работе. В 1935—1975 гг. — зоотехник райколхозсоюза, Народного комиссариата земледелия Якутской АССР, директор совхоза в Алданском округе, заведующий Алданским окружным земельным отделом, заместитель заведующего Отделом Якутского областного комитета ВКП(б), 1-й секретарь Новооскольского районного комитета ВКП(б), заведующий Отделом Курского областного комитета ВКП(б) — КПСС, секретарь, 2-й секретарь Курского областного комитета КПСС, 1-й заместитель председателя Исполнительного комитета Курского областного Совета, председатель Исполнительного комитета Курского областного Совета, заместитель председателя Исполнительного комитета Курского областного Совета.
Избирался депутатом Верховного Совета РСФСР 5-го созыва, Верховного Совета СССР 7 созыва.
Умер в 1989 году.